# Petr Urbánek (básník)
Petr Urbánek (5. srpna 1941 Brno – 23. listopadu 2001 Řehořov) byl český básník a publicista.

## Život
Narodil se 5. srpna 1941 v Brně. Jeho otcem byl novinář Valtr Urbánek. Jeho životní družkou se posléze stala akademická malířka Emilie Hostašová, která mj. ilustrovala a graficky upravovala jeho knižně vydané básnické sbírky. Petr Urbánek má syna Michala.
Poezii se začal věnovat v sedmdesátých letech, kdy vyměnil místo redaktora nejprve za volant dodávky Restaurací a jídelen Pardubice, aby se po dvou letech vrátil do Brna, kde pracoval v Elektrotechnických závodech Julia Fučíka jako dělník. Poté krátký čas pracoval v Podniku bytového hospodářství, odkud odešel do invalidního důchodu. V období normalizace vydal patnáct ineditních básnických sbírek. Doby invalidity využil k tomu, aby se čtyři roky formou mimořádného studia seznamoval s vědou o výtvarném umění na Masarykově univerzitě v Brně.
Po Listopadu 1989 se stal sekretářem Občanského fóra jihomoravských novinářů, místopředsedou Syndikátu novinářů Brno a nakonec zástupcem syndika Syndikátu novinářů ČR. Po třech letech funkcionaření se vrátil k žurnalistice. Pracoval jako jihomoravský zpravodaj v ostravském deníku Dar a po jeho zániku v Moravském deníku Rovnost.
Členem Obce spisovatelů byl od roku 1990. Působil v radě Obce moravskoslezských spisovatelů. V letech 1992–2001 byl členem poroty mezinárodní soutěže Evropský fejeton, pořádané Obcí moravskoslezských spisovatelů ve spolupráci s Magistrátem města Brna.
V posledních letech svého života působil jako předseda brněnského střediska Obce moravskoslezských spisovatelů, tiskový mluvčí ZOO Brno a šéfredaktor čtvrtletníku ZOO report. Tragicky zahynul při autonehodě u Řehořova 23. listopadu 2001.

## Dílo

### Básnické sbírky
- Grafomanovo tápání. Vyd. 1. Brno : Trojan, 1997, 63 s. ISBN 80-85249-21-9.
- Opti-mystické sny. Brno : Trojan, 1997, 66 s. ISBN 80-85249-24-3.
- Pokorný klaun. Brno : Trojan, 1998, 110 s.
- Kameny v dešti. Brno : Trojan, 1999, 80 s. ISBN 80-85249-29-4.
- Láska a popel. Brno : ABONA, s. r. o., 2000, 64 s. Archivováno 14. 7. 2020 na Wayback Machine.
- Bláznovy slzy. Brno, 2001, 58 s. Archivováno 14. 7. 2020 na Wayback Machine.